# Aïn Deheb
Ain Deheb là một đô thị thuộc tỉnh Tiaret, Algérie. Dân số thời điểm năm 2002 là 25.366 người.